# Jason Allen
Pour les articles homonymes, voir Allen.
Jason Allen (né le 17 août 1981 à Blenheim) est un coureur cycliste néo-zélandais. Il participe à des courses sur route et sur piste

## Palmarès sur route

### Par année
- 1999
  - 7e étape du Tour de Southland
- 2002
  -  Champion de Nouvelle-Zélande du contre-la-montre espoirs
  - 4e étape du Tour de Southland
- 2003
  - 1re étape du Tour de Vineyards (en)
- 2004
  - 3e du championnat de Nouvelle-Zélande du contre-la-montre
- 2005
  - 7e étape du Tour de Southland
  - 2e du Tour de Somerville
- 2007
  - 9ea étape du Tour de Nouvelle-Calédonie
- 2009
  - Prologue des Calder Stewart Series (contre-la-montre par équipes)
  - 3e du championnat de Nouvelle-Zélande sur route
- 2011
  - Prologue du Tour de Southland (contre-la-montre par équipes)
- 2014
  - 4e étape des Calder Stewart Series
- 2016
  - Prologue du Tour de Southland (contre-la-montre par équipes)

### Classements mondiaux
| Année            | 2006 | 2007 | 2008 | 2009 |
| ---------------- | ---- | ---- | ---- | ---- |
| UCI Oceania Tour | 64e  |      | 75e  | 26e  |

## Palmarès sur piste

### Championnats du monde
- Los Angeles 2005
  - 4e de la poursuite par équipes

### Coupe du monde
- 2004
  - 2e de la poursuite par équipes à Aguascalientes
- 2004-2005
  - 1er de la poursuite par équipes à Sydney (avec Gregory Henderson, Hayden Godfrey et Marc Ryan)
  - 2e de la poursuite par équipes à Los Angeles
- 2005-2006
  - 1er de la poursuite par équipes à Manchester (avec Timothy Gudsell, Hayden Godfrey et Marc Ryan)
  - 3e de la poursuite individuelle à Los Angeles

### Championnats d'Océanie
| Édition / Épreuve | Poursuite individuelle | Poursuite par équipes                                       | Américaine              | Omnium |
| 2003              |                        | Argent                                                      |                         |        |
| 2004-1            | Argent                 | Or (avec Richard Bowker, Anthony Chapman et Dayle Cheatley) |                         |        |
| 2005              | Or                     | Or (avec Tim Gudsell, Marc Ryan et Peter Latham)            |                         |        |
| 2007              |                        | Bronze                                                      |                         |        |
| 2010              |                        | Argent                                                      |                         |        |
| 2011              |                        |                                                             | Or (avec Thomas Scully) | Bronze |

### Jeux océaniens
- 2005
  -  Médaillé d'or la poursuite individuelle
  -  Médaillé d'or de la poursuite par équipes (avec Timothy Gudsell, Marc Ryan et Peter Latham)